# التعافي من السكتة الدماغية
يكمن الهدف الرئيسي عند التعامل مع السكتة الدماغية هو تقليل الأذية التي يتعرض لها الدماغ مع محاولة الوصول لأقصى قدر من الشفاء للمريض. يُعتبر الاكتشاف السريع لحدوث السكتة مع وجود الرعاية الطبية المناسبة في غرف الطوارئ أمران ضروريان من أجل تحسين النتائج الصحية. يُقبل المرضى في الوحدة المتخصصة بالتعامل مع حالات السكتة الدماغية الحادة عندما يكون ذلك متاحًا من أجل تلقي العلاج. تكون هذه الوحدات متخصصة في تقديم الرعاية الطبية والجراحية الهادفة لتثبيت وتحسين الحالة الصحية للمريض. تُجرى تقييمات موحدة من أجل المساعدة على عمل خطة رعاية مناسبة للمريض. تشير الأبحاث الحالية إلى أن الوحدات المتخصصة في إدارة حالات السكتات الدماغية قد تكون فعالة جدًا في خفض معدل الوفيات وطول مدة الإقامة في المستشفى.
ينتقل التركيز من الشفاء إلى التعافي (إعادة التأهيل) حالما تصبح حالة المريض مستقرة طبيًا، يُنقل بعض المرضى إلى أقسام أخرى ليوضعوا على برامج إعادة التأهيل داخل المستشفى في حين يمكن إحالة آخرين إلى العيادات الخارجية أو برامج الرعاية داخل المنزل حسب الحالة. عادة ما تُسهل برامج المرضى الداخليين من قبل فريق متعدد التخصصات والذي يشمل طبيبًا وممرضًا وصيدليًا ومعالجًا فيزيائيًا ومعالجًا مهنيًا مع أخصائي في أمراض النطق واللغة وطبيب نفسي ومعالج استجمام. يلعب المريض وعائلته دورًا أساسيًا في هذا مع مقدمي الرعاية في الفريق. يميل أفراد الأسرة المشاركون في رعاية المرضى إلى الاستعداد لدور الرعاية أثناء انتقال المريض من مراكز إعادة التأهيل. يتأكد الفريق متعدد التخصصات أثناء تواجد المريض في مركز إعادة التأهيل من تحقيق المريض لأقصى قدرات وظيفية عند خروجه. تشمل الأهداف الأساسية لهذه المرحلة تحت الحرجة من الانتعاش: الوقاية من المضاعفات الصحية الثانوية وتقليل الإعاقات وتحقيق الأهداف الوظيفية والقدرة على عمل أنشطة الحياة اليومية باستقلال.
يُشجع المرضى في المراحل اللاحقة من التعافي بعد السكتة الدماغية على المشاركة في برامج الوقاية الثانوية للسكتة الدماغية. عادة ما تُسهل المتابعة من قبل مقدم الرعاية الصحية التعافي الأولي للمريض.
تُعد درجة الضعف المبدئية بالإضافة للخصائص الفردية مثل الدافع النفسي والدعم الاجتماعي والقدرة على التعلم كلها من العوامل الرئيسية التي تنبئ عن نتائج التعافي بعد السكتة الدماغية. تعتمد الاستجابة للعلاج والانتعاش الشامل للوظيفة على الفرد بحد نفسه بشكل كبير إذ تشير الأدلة الحالية إلى أن معظم مكاسب التعافي المهمة تحدث خلال الأسابيع ال12 الأولى بعد حدوث السكتة.

## تاريخ إعادة التأهيل العصبي بعد السكتة الدماغية
طوّر عالم الأمراض السويسري يوهان ياكوب وبيفر عام 1620 النظرية القائلة بأن السكتة الدماغية ناجمة عن انقطاع تدفق الدم إلى المخ بعد أن أجرى دراسة على دماغ خنزير. أصبح التركيز بعد ذلك على كيفية علاج المرضى الذين يعانون من السكتة الدماغية.
كان البشر خلال معظم فترات القرن الماضي غير واثقين تمامًا من استطاعتهم العودة للنشاط بعد تعرضهم للسكتة الدماغية. تغير هذا الموقف في فترة الخمسينيات من القرن الماضي عندما بدأ أخصائيو الصحة في فرض التدريبات العلاجية لمرضى السكتة الدماغية وحصلوا على نتائج جيدة. اعتُبرت النتيجة الجيدة عند تلك النقطة هي تحقيق مستوى معين من الاستقلال الذي يمكّن المرضى الانتقال من السرير للكرسي المتحرك دون الحاجة لمساعدة.
بدأ تويتشيل في أوائل الخمسينيات في دراسة نمط الشفاء لدى المرضى المتعرضين للسكتة الدماغية، أبلغ تويتشيل عن 121 مريضًا كان قد درس حالتهم ووجد أنه في حال وجود بعض الشفاء وعودة اليد للقيام بالوظائف بشكل طبيعي بحلول أول أربعة أسابيع فهناك فرصة تصل لـ70% لتحقيق الشفاء التام أو الجيد. ذكر أيضًا أن معظم الشفاء يحدث في الأشهر الثلاثة الأولى، أما الشفاء الذي يحدث بعد ستة أشهر يكون بشكل طفيف فقط. أظهرت الأبحاث الحديثة إمكانية حدوث تحسن كبير حتى بعد مرور سنوات على الإصابة بالسكتة الدماغية.
وصف برونستروم أيضًا عملية الشفاء وقسم العملية لسبعة مراحل. تطورت استراتيجيات التداخل مع تحسن المعرفة المتخصصة بتعافي الدماغ وعملية إعادة التأهيل بعد السكتات الدماغية بشكل ملحوظ في أواخر القرن العشرين وأوائل القرن الحادي والعشرين.

## وجهات النظر والطرق العلاجية الحالية

### إعادة التأهيل الحركي
استخدم «مفهوم كارلو بيرفيتي لإعادة التأهيل العصبي» وهو تطبيق نظريات إعادة التأهيل الحركي المستخدمة على نطاق واسع في العديد من البلدان.

### العلاج بتحفيز الحركة المقيّدة
تبلغ فكرة العلاج بتحفيز الحركة المقيدة 100 عام على الأقل، أُجري بحث مهم من قبل روبرت أودين استطاع فيه محاكاة السكتة الدماغية على دماغ قرد مما تسبب بتعرضه لخزل شقي، ثم قام بربط ذراع القرد جيدًا وأجبره على استخدام ذراعه المشلولة وقام بملاحظة ما حدث. تمكن القرد بعد مرور أسبوعين على هذا العلاج من استخدام ذراعه المشلولة مرة أخرى وعُزي السبب للدونة العصبية. قام بنفس التجربة دون ربط الذراعين وانتظر ستة أشهر بعد الإصابة ولكن القرود لم تتمكن من استخدام الذراع المشلولة دون تدخل حتى بعد مرور ستة أشهر. نُشرت هذه الدراسة عام 1918 ولكنها لم تحظ باهتمام يُذكر.
بدأ الباحثون في النهاية في تطبيق هذا الأسلوب على المرضى الذين تعرضوا لسكتة دماغية وأُطلق عليها اسم العلاج بتحفيز الحركة المقيّدة. ركزت الدراسات الأولية بشكل خاص على مرضى السكتة الدماغية المزمنين والذين تعرضوا للسكتة منذ أكثر من 12 شهرًا. كان هذا بمثابة تحدي للاعتقاد السائد في ذلك الوقت والقائل أنه لن يحدث أي انتعاش بعد مرور عام على حدوث السكتة الدماغية. يستلزم العلاج ارتداء قفاز ناعم على اليد الجيدة على مدار 90% من ساعات الاستيقاظ مما يفرض استخدام اليد المصابة. يخضع المرضى لعلاج واحد مكثف لمدة 6-8 ساعات يوميًا على مدار أسبوعين.
تتزايد الدلائل التي تدعم استخدام العلاج بتحفيز الحركة المقيدة منذ أن قُدم كطريقة علاج بديلة للعجز الحركي للطرف العلوي الذي يعاني منه المصابون بالسكتة الدماغية. ثبت في الآونة الأخيرة أن العلاج بتحفيز الحركة المقيدة هي تقنية فعالة من أجل إعادة التأهيل في مراحل مختلفة من التعافي من السكتة الدماغية من أجل تحسين وظيفة الحركة في الطرف العلوي والعودة للقدرة على استخدامه أثناء أداء أنشطة الحياة اليومية التي قد تشمل على سبيل المثال لا الحصر: ما يقوم به المرء من تناول الطعام وتغيير الملابس والنظافة الشخصية. قد يظهر العلاج بتحفيز الحركة المقيدة تحسنًا في الخلل الحركيوالوظيفة الحركية، ولكن لم يتم التأكد على وجه الإقناع من أن الفوائد تعمل على التخفيف من الإعاقة، وما زال يجب إجراء المزيد من الأبحاث في هذا الصدد. تبين أن استخدام الأنشطة الوظيفية كجزء من العلاج بتحفيز الحركة المقيدة قد يعزز النتائج الوظيفية في النشاطات الحياتية اليومية للفرد. ينبغي على المعالجين المهنيين أن يكونوا مؤهلين تأهيلًا فريدًا من نوعه من أجل تقديم العلاج القائم على الوظيفة بالتزامن مع نهج العلاج بتحفيز الحركة المقيدة. شوهدت أكبر المكاسب بين الأشخاص المصابين بالسكتة الدماغية والذين يظهرون بعض التمدد في المعصم والأصابع في الطرف المصاب. أظهرت دراسات التحفيز المغناطيسي عبر الجمجمة وتصوير الدماغ خضوع الدماغ لتغيرات تكيفية في الوظيفة والبنية عند المرضى الذين يخضعون للعلاج بتحفيز الحركة المقيّدة. ترافقت هذه التغيرات مع مكاسب في الوظيفة الحركية للطرف العلوي. وبالرغم من ذلك لم توجد علاقة سببية مثبتة بين التغير الملحوظ في وظيفة أو بنية الدماغ مع المكاسب الحركية بالعلاج بتحفيز الحركة المقيّدة.
حصلت تعديلات على العلاج بتحفيز الحركة المقيدة مؤخرًا من أجل علاج فقدان القدرة على الكلام عند المرضى الذين تعرضوا للسكتة الدماغية أيضًا. يُعرف التداخل هذا باسم العلاج بتحفيز القدرة المقيّدة على الكلام. تنطبق نفس المبادئ العامة في هذا النوع من العلاج ولكن في هذه الحالة يكون المريض مقيدًا باستخدام استراتيجيات تعويضية من أجل التواصل مثل الإيماءات والكتابة والرسم والإشارات ويُشجع على استخدام الاتصال اللفظي. يُنفذ هذا العلاج عادة ضمن مجموعات وتُطبق الحواجز حتى اليدين ولا يحتوي على أية استراتيجيات تعويضية.

### التدريب العقلي/التصوير الذهني
ثبت في العديد من الدراسات أن التدريب العقلي أو المعروف باسم الممارسة العقلية للحركات يمكن أن تكون فعالة في تعزيز التعافي في كل من وظيفة الذراع والساق بعد التعرض للسكتة الدماغية. يستخدم المعالجون الفيزيائيون أو الممارسون هذا التدريب من أجل إعادة التأهيل أو إعادة القدرة على الرعاية الصحية المنزلية ولكن يمكن أن يُستخدم أيضًا كجزء من برنامج تمرين منزلي مستقل للمريض. يُعد التدريب العقلي على الحركات أحد الأساليب المتاحة لمساعدة المرضى الذين يعانون من التصور العقلي الموجه.